# Bahnstrecke Vranovice–Pohořelice
| Kursbuchstrecke (SŽ): | 253 (2008)           |                                          |                                          |
| Streckenlänge: | 8,472 km             |                                          |                                          |
| Spurweite: | 1435 mm (Normalspur) |                                          |                                          |
| Streckengeschwindigkeit: | 40 km/h              |                                          |                                          |
| |                      |                                          |                                          |
| \| \| \| von Břeclav (vorm. KFNB) \| \| \| \| 0,000 \| Vranovice früher Branowitz \| 180 m \| \| \| \| nach Brno (vorm. KFNB) \| \| \| \| 2,90 \| Přibice früher Priebitz \| 200 m \| \| \| \| ehemalige Protektoratsgrenze (1938–1945) \| \| \| \| 5,70 \| Velký Dvůr früher Großhof \| 180 m \| \| \| 8,472 \| Pohořelice früher Pohrlitz \| 185 m \| \| \| \| Anst Zuckerfabrik \| \| |                      |                                          |                                          |
| Strecke |                      | von Břeclav (vorm. KFNB)                 | von Břeclav (vorm. KFNB)                 |
| Bahnhof | 0,000                | Vranovice früher Branowitz               | 180 m                                    |
| Abzweig geradeaus und nach rechts |                      | nach Brno (vorm. KFNB)                   | nach Brno (vorm. KFNB)                   |
| ehemaliger Haltepunkt / Haltestelle | 2,90                 | Přibice früher Priebitz                  | 200 m                                    |
| Grenze |                      | ehemalige Protektoratsgrenze (1938–1945) | ehemalige Protektoratsgrenze (1938–1945) |
| ehemaliger Haltepunkt / Haltestelle | 5,70                 | Velký Dvůr früher Großhof                | 180 m                                    |
| Dienststation / Betriebs- oder Güterbahnhof | 8,472                | Pohořelice früher Pohrlitz               | 185 m                                    |
| Strecke |                      | Anst Zuckerfabrik                        | Anst Zuckerfabrik                        |

Die Bahnstrecke Vranovice–Pohořelice ist eine regionale Eisenbahnverbindung in Tschechien, die ursprünglich durch die k.k. priv. Kaiser Ferdinands-Nordbahn als Lokalbahn Branowitz–Pohrlitz erbaut und betrieben wurde. Sie beginnt in Vranovice und führt über Přibice und Velký Dvůr nach Pohořelice (Pohrlitz).
Nach einem Erlass der tschechischen Regierung ist die Strecke seit dem 20. Dezember 1995 als regionale Bahn („regionální dráha“) klassifiziert.

## Geschichte

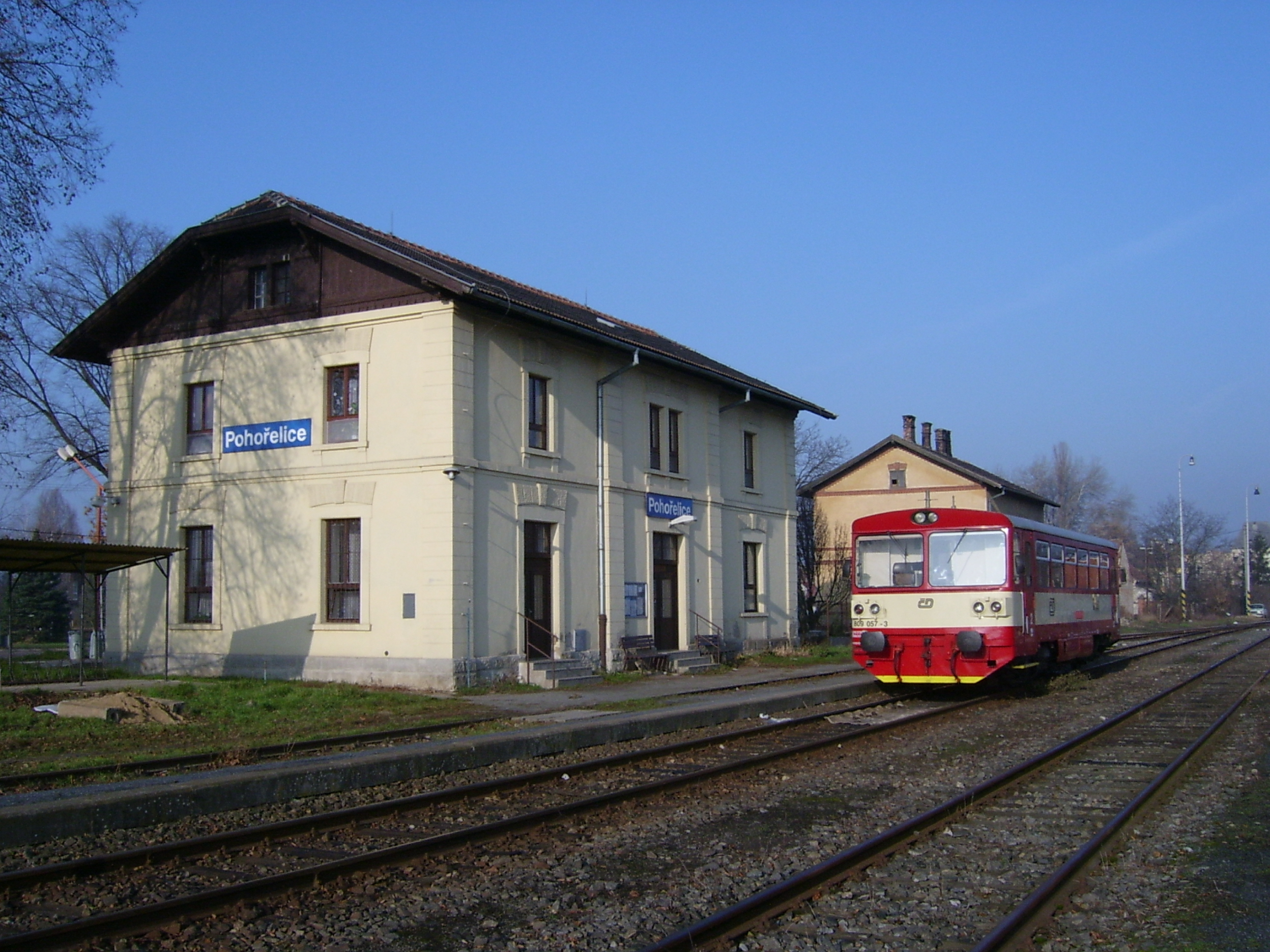
Bahnhof Pohořelice

Die Konzession für die Lokalbahn Branowitz–Pohrlitz erhielt die KFNB am 3. September 1894 gemeinsam mit der Strecke Rohrbach–Groß Seelowitz. Teil der Konzession war die Verpflichtung, die Strecke innerhalb von einem und einem halben Jahr fertigzustellen und „dem öffentlichen Verkehre zu übergeben“. Ausgestellt war die Konzession bis zum 31. Dezember 1975. Am 17. September 1895 wurde die Strecke in Betrieb genommen. Den Betrieb führte die KFNB selbst aus.
Nach der Verstaatlichung der KFNB am 1. Jänner 1906 gehörte die Strecke zum Netz der k.k. Staatsbahnen (kkStB). Ab 1. Jänner 1907 übernahmen die kkStB auch die Betriebsführung.
Nach dem Ersten Weltkrieg gehörte die Strecke um Netz der neu gegründeten Tschechoslowakischen Staatsbahnen (ČSD)
Nach der Angliederung des Sudetenlandes an Deutschland im Herbst 1938 lag ein Teil der Strecke auf deutschem Gebiet. Da keine direkte Anbindung an andere deutsche Strecken bestand, verblieb die Gesamtstrecke allerdings im Betrieb der nunmehrigen Protektoratsbahnen Böhmen und Mähren (ČMD-BMB).
Am 1. Januar 1993 ging die Strecke im Zuge der Auflösung der Tschechoslowakei an die neu gegründeten České dráhy (ČD) über. Zum Fahrplanwechsel am 12. Dezember 2008 wurde der zuletzt nur noch werktags gefahrene Reisezugverkehr auf der Strecke eingestellt. Güterverkehr findet noch statt.